# زبان بشکردی
مرزی گال یا زبان بشاگردی یا بشاگردی شمالی که به نام‌های بَشاکردی و بَشکَردی نیز شناخته می‌شود، یک زبان ایرانی جنوب غربی است. که در جنوب ایران در استان‌های هرمزگان، کرمان و سیستان و بلوچستان گفتگو می‌شود. این زبان با بشاگردی جنوبی (ملکی گال)، فارسی، گویش‌های گرمسیری، کمزاری و لارستانی مرتبط است.

## تفاوت مرزی گال و ملکی گال
زبان بشاگردی و برچسب‌های معادل آن به عنوان اصطلاح کلی برای تمام گونه‌های زبانی در منطقه بشاگرد در استان هرمزگان استفاده شده است که اغلب این تصور را ایجاد می‌کند که این گونه‌ها یک زبان واحد هستند.
اسکیرور (۱۹۸۹) یک تمایز اولیه میان «بشاگردی شمالی» و «بشاگردی جنوبی» قائل شد. حسن محبی نیز بیان داشته که این تمایز توسط سخنوران نیز مطابقت دارد و آنها بشاگردی شمالی را تحت عنوان «مرزی گال» و «بشاگردی جنوبی» را تحت عنوان ملکی گال می‌شناسند. تحقیقات بعدی توسط کورن جایگاه این دو گونه از هم را مشخص کرده است. کورن بیان می‌دارد که گونه‌های بشاگردی ویژگی‌ها و شباهت‌هایی دارند که بیشتر به علت همسایگی و تأثیرات آنها بر یکدیگر می‌باشد تا لزوما داشتن یک نیای مشترک.
مرزی گال همراه با برخی از گونه‌های ایرانی جنوب غربی خود در گروه بندری قرار می‌گیرد در حالی که ملکی گال به علت ویژگی‌ها و شباهت‌هایی که با زبان بلوچی دارد می‌تواند در گروه زبانی بلوچی قرار بگیرد. ایران اطلس گروه بندری یا هرمزگانی را مستقل از زبان فارسی (فارسی نو) می‌داند اگرچه با نام‌های فارسی بندری نیز شناخته می‌شود. گروه هرمزگانی با زبان‌های لارستانی، کمزاری، فارسی و لری جزء در شاخه زبان‌های ایرانی جنوبی غربی قرار می‌گیرند. برخی منابع چون گلاتولوگ بشاگردی را یک زبان واحد طبقه بندی می‌کند که به دو گروه بشاگردی شمالی و بشاگردی جنوبی طبقه بندی می‌شود. بشاگردی شمالی خود شامل گروه گویش‌های گرمسیری می‌شود.

## نمونه واژه
مانندی از ضمیرها:من:مو
تو:تو
آن:آ
این:یِه
اون:آیِه
آنها:آیون
اینها:یون
آمد: یاه
آمدند:یاهتِن
می‌خواهند بیایند: اوا بیاند
آنها به محل زندگی ما آمدند و استراحت کردن و یکی از آنها انگشتان پایش درد می‌کرد: آیون جَی ما یاهتِن و استراحت شون کِ و یَکی اِی آیون کِلِنچونه درد شون اکِه
در این زبان در مضارع بجای حرف می حرف اَ به کار می‌رود
می‌بازند: اَبازِند
می‌آیند: اَیاند
می‌خوابند: اَخُوسِند
مانندی از کلمات پرکار برد:
برادر: بِروت
خواهر: خوه (غلط املایی دارد زیرا برای نوشتن این کلمه به‌دلیل صدای جدید که دارد به الفبای جدید نیاز هست)
مادر:مو
پدر: بآو
دایی: خالو
عمو: آمو
عمه :مَهیگ
باران: هور
مانند: من خودم تنهایی به خانه رفتم و عمو ام را هم در خانه دیدم: مو تنهایی خَودم (غلط املایی به‌دلیل نبود الفبای درست برای صدا موجود) رُوتُم خونَه و آمو خَودم هم داخل خونه دی